# Конусний струминний сепаратор

Конусний струминний сепаратор — різновид струминного сепаратора, апарат для гравітаційного збагачення корисних копалин, що являє собою перевернутий зрізаний конус з діаметром основи 2 — 3 м.

## Загальний опис
Для рівномірної подачі живлення над конусом змонтований пульпороздільник 1 типу сегнерового колеса (Рис.). Вихідна пульпа подається по периферії розподільного конуса 2, а розвантаження продуктів здійснюється в центрі. Усередині сепаратора в нижній частині днища робочого конуса 3 радіально установлені звужувальні клини 4. При виході зі щілин між клинами потік пульпи циліндроконічними роздільниками 5 ділиться на концентрат, промпродукт і відходи, які направляються у відповідні збірники.
Конусні сепаратори виготовлюються одно-, дво-, три- і шестиярусними.
У дво-, три- і шестиярусних конусних сепараторах основну концентрацію проводять на верхньому конусі, а продукти, для перечистки, надходять самопливом на нижні конуси.
За кордоном з апаратів цього типу відомі концентратори «Кеннона», «Рейхерта» і «Спенсера» («Карпко»).
Концентратор «Кеннона» складається з 48 струминних жолобів розміром 914 х 127×8 мм, які зкомпоновані по колу таким чином, що звужені частини спрямовані до центру. На кінці дно жолоба закруглене і виходить за межі зрізу бокових стінок. Живлення із спільного пульпорозділювача підводиться до сегментоподібних лотків і рівномірно розподіляється по ширині жолобів. Роздільниками служать концентрично розташовані циліндричкі патрубки, положення яких можна змінювати у вертикальному напрямку за допомогою спеціального штурвала.
Концентратор «Рейхерта» являє собою послідовне з'єднання в одному апараті декількох конусів зі спільною вертикальною віссю (аналогічно сепараторам СК) і звужених жолобів. Пульпа подається в живильник, розташований у верхній частині апарата, по поверхні розподільного конуса стікає до періферії і надходить в основний збагачувальний конус. Грубий концентрат виділяється через щілини в дні конуса основної концентрації і після розрідження направляється на перечистку в конус, розташований нижче. Хвости основної і перечисної операцій надходять на контрольну сепарацію в конусах, розташованих в тому же агрегаті нижче. Кількість конусів може змінюватись відповідно до схеми збагачення.
В концентратор «Спенсера» («Карпко») пульпу подають по вертикальній трубі, кінець якої розширюється до розміру завантажувального кінця струминного жолоба. Завдяки цьому досягається рівномірне розподілення матеріалу по ширині і мінімальна швидкість потоку, що надходить у жолоб. Матеріал, який виходить із жолоба потрапляє на пластину, встановлену під невеликим кутом до потоку, яка сприяє ще більшому розтягуванню віяла продуктів сепарації по висоті. Поток розділяється на продукти з різним вмістом важких мінералів за допомогою рухомих клинів, які закріплені на пластині.

## Технічні характеристики

Технічні характеристики конусних сепараторів